# Valor p-ádico

Distribución de los números naturales por su valoración 2-ádica, rotulados con las correspondientes potencias de dos en numeración decimal. El cero tiene una valoración infinita. Representados mediante una incrustación topológica no isométrica de pares de enteros en el plano complejo

En teoría de números, el valor p-ádico (también conocido como valoración p-ádica u orden p-ádico) de un número entero n es el exponente de la potencia más alta del número primo p dado que divide a n.
Se denota como {\displaystyle \nu _{p}(n)}. De manera equivalente, {\displaystyle \nu _{p}(n)} es el exponente con el que aparece {\displaystyle p} en la descomposición en factores primos de {\displaystyle n}.
El valor p-ádico es una valoración y da lugar a un análogo del valor absoluto habitual. Mientras que el espacio métrico completo de los números racionales respecto al valor absoluto habitual da como resultado los números reales {\displaystyle \mathbb {R} }, al completar los números racionales respecto al valor absoluto {\displaystyle p}-ádico se obtienen como resultado los números p-ádicos {\displaystyle \mathbb {Q} _{p}}.

## Definición y propiedades
Sea p un número primo.

### Enteros
La valoración p-ádica de un entero {\displaystyle n} se define como
{\displaystyle \nu _{p}(n)={\begin{cases}\mathrm {max} \{k\in \mathbb {N} :p^{k}\mid n\}&{\text{si }}n\neq 0\\\infty &{\text{si }}n=0,\end{cases}}}
donde {\displaystyle \mathbb {N} } denota el conjunto de los números naturales y {\displaystyle m\mid n} denota la divisibilidad de {\displaystyle n} por {\displaystyle m}. En particular, {\displaystyle \nu _{p}} es una función {\displaystyle \nu _{p}\colon \mathbb {Z} \to \mathbb {N} \cup \{\infty \}}.
Por ejemplo, {\displaystyle \nu _{2}(-12)=2}, {\displaystyle \nu _{3}(-12)=1} y {\displaystyle \nu _{5}(-12)=0} dado que {\displaystyle |{-12}|=12=2^{2}\cdot 3^{1}\cdot 5^{0}}.
La notación {\displaystyle p^{k}\parallel n} a veces se usa para referirse a {\displaystyle k=\nu _{p}(n)}.
Si {\displaystyle n} es un entero positivo, entonces
{\displaystyle \nu _{p}(n)\leq \log _{p}n};
esto se sigue directamente de que {\displaystyle n\geq p^{\nu _{p}(n)}}.

### Números racionales
La valoración p-ádica se puede extender a los números racionales como la función
{\displaystyle \nu _{p}:\mathbb {Q} \to \mathbb {Z} \cup \{\infty \}}
definida por
{\displaystyle \nu _{p}\left({\frac {r}{s}}\right)=\nu _{p}(r)-\nu _{p}(s).}
Por ejemplo, {\displaystyle \nu _{2}{\bigl (}{\tfrac {9}{8}}{\bigr )}=-3} y {\displaystyle \nu _{3}{\bigl (}{\tfrac {9}{8}}{\bigr )}=2} dado que {\displaystyle {\tfrac {9}{8}}=2^{-3}\cdot 3^{2}}.
Algunas de sus propiedades son:
{\displaystyle \nu _{p}(r\cdot s)=\nu _{p}(r)+\nu _{p}(s)}
{\displaystyle \nu _{p}(r+s)\geq \min {\bigl \{}\nu _{p}(r),\nu _{p}(s){\bigr \}}}
Además, si {\displaystyle \nu _{p}(r)\neq \nu _{p}(s)}, entonces
{\displaystyle \nu _{p}(r+s)=\min {\bigl \{}\nu _{p}(r),\nu _{p}(s){\bigr \}}}
donde {\displaystyle \min } es el mínimo (es decir, el menor de los dos).

## Valorp-ádico absoluto
El valor absoluto p-ádico sobre los números racionales {\displaystyle \mathbb {Q} } es la función
{\displaystyle |\cdot |_{p}\colon \mathbb {Q} \to \mathbb {R} _{\geq 0}}
definida por
{\displaystyle |r|_{p}=p^{-\nu _{p}(r)}.}
Por lo tanto, {\displaystyle |0|_{p}=p^{-\infty }=0} para todos los {\displaystyle p} y, por ejemplo, {\displaystyle |{-12}|_{2}=2^{-2}={\tfrac {1}{4}}} y {\displaystyle {\bigl |}{\tfrac {9}{8}}{\bigr |}_{2}=2^{-(-3)}=8.}
El valor absoluto p-ádico satisface las siguientes propiedades:
| No negativo       | {\displaystyle \|r\|_{p}\geq 0}                                       |
| Definido positivo | {\displaystyle \|r\|_{p}=0\iff r=0}                                   |
| Multiplicativo    | {\displaystyle \|rs\|_{p}=\|r\|_{p}\|s\|_{p}}                         |
| No arquimediano   | {\displaystyle \|r+s\|_{p}\leq \max \left(\|r\|_{p},\|s\|_{p}\right)} |
De la multiplicatividad {\displaystyle |rs|_{p}=|r|_{p}|s|_{p}} se deduce que {\displaystyle |1|_{p}=1=|-1|_{p}} para las raíces de la unidad {\displaystyle 1} y {\displaystyle -1}, y en consecuencia, también que {\displaystyle |{-r}|_{p}=|r|_{p}.}
La subaditividad {\displaystyle |r+s|_{p}\leq |r|_{p}+|s|_{p}} se deriva de la desigualdad triangular no arquimediana {\displaystyle |r+s|_{p}\leq \max \left(|r|_{p},|s|_{p}\right)}.
La elección de la base p en la potenciación {\displaystyle p^{-\nu _{p}(r)}} no hace ninguna diferencia para la mayoría de las propiedades, pero respalda la fórmula del producto:
{\displaystyle \prod _{0,p}|r|_{p}=1}
donde el producto se toma entre todos los números primos p y el valor absoluto habitual, denotado como {\displaystyle |r|_{0}}. Esto se deriva simplemente de tomar la factorización en números primos: cada factor de potencia primo {\displaystyle p^{k}} contribuye con su recíproco a su valor absoluto p-ádico, y luego el valor absoluto habitual arquimediano los cancela a todos.
El valor absoluto p-ádico a veces se denomina "norma p-ádica", aunque en realidad no es una norma propiamente dicha porque no cumple con el requisito de homogeneidad.
Se puede formar un espacio métrico en el conjunto {\displaystyle \mathbb {Q} } con una métrica (no arquimediana e invariante respecto a las traslaciones):
{\displaystyle d\colon \mathbb {Q} \times \mathbb {Q} \to \mathbb {R} _{\geq 0}}
definido por
{\displaystyle d(r,s)=|r-s|_{p}.}
La operación de completar {\displaystyle \mathbb {Q} } con respecto a esta métrica conduce al conjunto {\displaystyle \mathbb {Q} _{p}} de los números p-ádicos.